# Helge Söderbom
Johan Helge Fritiof Söderbom, född 21 maj 1881 i Ekeberga församling i Kronobergs län, död 3 januari 1975 i Uppsala domkyrkoförsamling i Uppsala län, var en svensk militär och friidrottare.

## Biografi

### Idrottskarriär
Söderbom tävlade för IFK Gävle, där han även var ordförande. År 1899 vann Helge SM-guld i längdhopp med ett hopp på 5,73 meter. Den 27 maj 1900 förbättrade han Gustaf Rundbergs inofficiella svenska rekord i längdhopp, från 6,17 till 6,20 meter. Rekordet behöll han till 1902, då Frans Frise förbättrade det med sex centimeter. Vid svenska mästerskapen i friidrott 1900 vann han guld i 110 meter häck (18,0 sekunder), längdhopp (5,66 meter) och trestegshopp (11,61 meter). Söderbom slutade tävla år 1900.

### Militär karriär
Söderbom avlade mogenhetsexamen i Gävle 1900. Han avlade officersexamen vid Krigsskolan 1902 och utnämndes samma år till underlöjtnant vid Hälsinge regemente, där han befordrades till löjtnant 1905. Han avlade intendentsexamen 1907 och överfördes 1908 till Intendenturkåren, där han utnämndes till underintendent 1908, intendent av 2. klass 1909, intendent av 1. klass 1914 och kapten 1915. Han var  adjutant hos generalintendenten 1913–1917, regementsintendent vid Positionsartilleriregementet 1917–1919 och chef för Fodersektionen i Folkhushållningskommissionen 1918–1920. Därefter var han lärare i militärförvaltning vid Krigshögskolan 1919–1924, och en tid verksam civilt som chef för Filmstaden i Råsunda 1920–1921. Han var sakkunnigt biträde i försvarsutredningen 1920–1925, sekreterare i Försvarsutskottet vid riksdagen 1925, sakkunnig för ekonomiska krigsberedskapens organisation 1926, sekreterare i beredningen för centrala försvarsförvaltningens organisation 1926–1927 och sakkunnig i förvaltningsfrågor vid Försvarsministeriet i Finland 1926–1928, varvid han ledde arbetet med att omorganisera det finländska försvarets förvaltning. År 1924 befordrades han till major, varpå han var fördelningsintendent i VI. arméfördelningen 1925–1926. Han befordrades till överstelöjtnant 1926 och var chef för Underhållsbyrån i Intendenturdepartementet i Arméförvaltningen 1927–1928. År 1928 befordrades han till överste, varpå han var chef för Intendenturstaben 1928–1935. Vid den här tiden var han också ordförande i sakkunniga för statens upphandling 1933–1934. Han befordrades till generalmajor 1935,  varefter han var generalintendent och chef för Intendenturkåren 1935–1946. Åren 1940–1941 var han sakkunnig för utredning angående den framtida organisationen av den centrala militära förvaltningen. I egenskap av generalintendent var han tillika souschef vid Arméförvaltningen 1944–1946. Söderbom erhöll avsked med generallöjtnants grad 1946. Hans ”organistoriska begåvning har vunnit allmänt erkännande, inte minst då han under beredskapstiden 1939–45 hade att som generalintendent leda arbetet med arméns intendenturella upprustning och svara för de mobiliserade styrkornas underhåll”.
Helge Söderbom invaldes 1927 som ledamot av Kungliga Krigsvetenskapsakademien.

### Uppdrag i näringslivet
Söderbom var ledamot av styrelsen för AB Turitz & Co 1946–1958 samt styrelseordförande i Börtzells Tryckeri AB och Generalstabens litografiska anstalt 1947–1956.

### Familj
Helge Söderbom var son till disponenten Janne Söderbom och Anna Ekström. Han gifte sig 1906 med Helga Kjöllerström och de fick sonen Åke Söderbom.

## Utmärkelser

### Svenska
- Riddare av Vasaorden, 1921.[11]
- Riddare av Svärdsorden, 1923.[12]
- Riddare av Nordstjärneorden, 1925.[13]
- Kommendör av första klass av Svärdsorden, 25 november 1933.[14]
- Kommendör med stora korset av Svärdsorden, 6 juni 1942.[15]
- Landstormens guldmedalj [8]
- Hemvärnets förtjänstmedalj i guld [8]
- Svenska Röda Korsets silvermedalj [8]

### Utländska
- Storkorset av Finlands Lejons orden [8]
- Storofficer av Tyska örnens orden [8]
- Kommendör av Dannebrogorden [8]
- 1:a klass av Frihetskorsets orden med svärd [8]
- Kommendör av Finlands Vita Ros’ orden [8]